# اچ‌ام‌اس کلاید (پی۲۵۷)
اچ‌ام‌اس کلاید (پی۲۵۷) (به انگلیسی: HMS Clyde (P257)) یک کشتی است که طول آن 79.8 m می‌باشد. این کشتی در سال ۲۰۰۶ ساخته شد.